# Code du travail (Cameroun)
Pour les articles homonymes, voir Code du travail.
Lire en ligne

http://www.ilo.org/dyn/natlex/docs/WEBTEXT/31629/64868/F92CMR01.htm

Le code du travail camerounais tire son origine dans la loi no 92-007 du 14 août 1992. Celle-ci instaure un code du travail en 177 articles.

## Principales dispositions

### Contrat
Le droit camerounais instaure deux types de contrats : le contrat à durée indéterminée (CDI) et le contrat à durée déterminée (CDD).
Ces contrats peuvent être oraux ou écrits. Cependant, au-delà de 3 mois, l'écrit est exigé.
Le contrat à durée déterminée est contracté pour une durée maximale de deux ans et n'est renouvelable qu'une seule fois pour la durée initiale pour les nationaux travaillant pour la même entreprise, et indéfiniment pour les étrangers sous réserve du visa du ministre chargé du travail. 
Le contrat à durée indéterminée est réservé aux nationaux, à l'exception des contrats conclus antérieurement à la loi. Toutefois, certains étrangers peuvent conclure des contrats à durée indéterminée s'ils bénéficient du statut de « résidents privilégiés » (conjoints de Camerounais, vivant depuis un certain temps au Cameroun). Les étrangers, quel que soit leur statut, ont également besoin du visa du ministre du travail pour exercer une activité professionnelle. En pratique, ce visa expire en même temps que le contrat et est par conséquent systématiquement renouvelé par l'employeur en même temps que le renouvellement du contrat à durée déterminée du travailleur étranger.
Ces contrats peuvent prévoir une période d'essai, sous réserve que celle-ci soit écrite.

### Sanctions
Le code du travail prévoit quatre sanctions pour les employés fautifs :
- le blâme
- l'avertissement
- la mise à pied (de 1 à 8 jours), information de l'Inspecteur du travail du ressort (dans les 48H)
- le licenciement

Il interdit les sanctions suivantes :
- amendes et sanctions salariales (hormis la mise à pied, qui entraîne des effets sur la rémunération)
- rétrogradation
- retard d'avancement automatique

### Licenciement

#### Motifs de licenciement
article 34;35;36 et 40  du code du travail
La résiliation du contrat de travail à l'initiative de l'employeur ne peut intervenir que dans le cadre d'un CDI. Celui-ci doit justifier d'un motif soit économique, soit personnel.
Motifs économiques (non exhaustif) :
- Cession du fonds de commerce
- Difficultés économiques
- Baisse des bénéfices
- Restructuration
- Fermeture d'établissement
- Liquidation, faillite

Motifs personnels (non exhaustif) :
- Perte de confiance (jurisprudence)
- faute lourde
- succession de fautes légères (jurisprudence)
- incarcération

#### Licenciement des délégués du personnel
Le licenciement des délégués du personnel est subordonné à l'autorisation préalable de l'Inspecteur du travail du ressort. La demande est faite par l'employeur. À défaut de demande, le licenciement est nul et de nul effet. Une enquête contradictoire est ouverte au sein de l'entreprise en vue de s'assurer que le motif du licenciement envisagé est pertinent. L'Inspecteur dispose d'un délai de 1 (un) mois renouvelable une fois pour la même durée.
En cas de faute lourde cependant, l'employeur peut prendre une mesure de suspension provisoire, en attendant la décision de l'Inspecteur du travail.

#### Indemnités
Les indemnités légales de licenciement sont fixées, au-delà de deux ans, à 30 % du salaire mensuel par année d'ancienneté et ne sont pas dues en cas de faute lourde.
Des dommages-intérêts peuvent être accordés par le tribunal, en cas de licenciement abusif, à hauteur maximale de 1 mois de salaire par année d'ancienneté, et au minimum, 3 mois de salaire. On privilégiera la méthode la plus avantageuse pour le travailleur.

### Litiges

#### L'inspection du travail
Tous les litiges doivent faire l'objet de tentative préalable de conciliation devant l'inspection du travail du département. Il ressort de cette démarche un procès-verbal de conciliation, de conciliation partielle ou de non-conciliation.

#### Le tribunal d'instance
La chambre sociale du tribunal de grande instance ou du tribunal de première instance est compétente pour juger des litiges nés du droit du travail. Le juge est assisté de deux assesseurs, l'un représentant les employés et l'autre le patronat.

### Salaire
Le code du travail dispose de l'existence d'un salaire minimum et fixe les conditions de paiement et de retenues sur les salaires des travailleurs.
Aux termes du code du travail, l'acceptation  sans protestation ni réserve, par le travailleur d'un bulletin de paie ne peut valoir renonciation de sa part au paiement de tout ou partie du salaire et indemnités dus en vertu des dispositions législatives, réglementaires, conventionnelles ou contractuelles.
L'action en paiement du salaire se prescrit par 3 (trois) ans.

### Syndicats
Le code du travail autorise les salariés à s'organiser en syndicat.
La grève est très réglementée et ne peut être utilisée qu'en cas d'échec des négociations en ultime recours.

## Avenir
Le Cameroun faisant partie de l'espace OHADA, il devrait être amené, dans les années à venir, à adopter le code du travail OHADA commun à tous les pays de la zone OHADA.